# Kenneth Keith

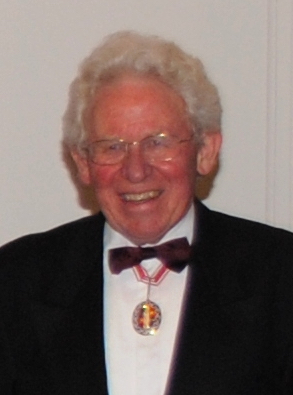
Kenneth Keith, 2011

Sir Kenneth Keith KBE, QC, ONZ (* 19. November 1937 in Auckland) ist ein neuseeländischer Jurist. Von 2006 bis 2015 war er Richter am Internationalen Gerichtshof.

## Leben
Keith studierte von 1956 bis 1965 Rechtswissenschaften an der Universität Auckland, der Victoria University of Wellington und der Harvard Law School. Ab 1961 war er als Barrister und Solicitor am High Court von Neuseeland tätig.
Von 1962 bis 1964 und von 1966 bis 1991 war Keith Mitglied des Lehrkörpers an der Victoria-Universität Wellington und hatte von 1977 bis 1981 das Amt des Dekans inne. Zudem war er im Lehrjahr 1981/82 Gastprofessor an der Osgoode Hall Law School in Toronto.
Von 1960 bis 1962 arbeitete Keith in der Rechtsabteilung des neuseeländischen Außenministeriums und war von 1968 bis 1970 Mitglied des Office of Legal Affairs bei den Vereinten Nationen.
Keith wurde 1996 zum Richter am neuseeländischen Berufungsgericht ernannt und wechselte 2004 an den neu errichteten neuseeländischen Supreme Court, wo er bis 2005 tätig war. Zudem ist er seit 1982 judge of appeal in Samoa und auf den Cookinseln und seit 1995 auf Niue. 2003 wurde er zum Richter am Obersten Gerichtshof von Fidschi ernannt.
Nachdem Keith bereits 1973, 1974 und 1995 Mitglied des Teams gewesen war, welches Neuseeland in den Nuclear Tests-Fällen vor dem Internationalen Gerichtshof (IGH) in Den Haag vertrat, fungierte er von Februar 2006 bis Februar 2015 für eine neunjährige Amtszeit als Richter am IGH. Er war damit der erste neuseeländische Richter in der Geschichte des Gerichtshofs.
Keith ist Mitherausgeber der Public Law Review, der New Zealand Law Review, des Journal of Maritime Law Association of Australia and New Zealand und des New Zealand Journal of Public and International Law.
Von 2000 bis 2007 war er Präsident des neuseeländischen Instituts für internationale Beziehungen.

## Auszeichnungen
Keith wurde 1988 für seine Verdienste um die Rechtsreform und die juristische Ausbildung der Titel eines Knight Commander des Order of the British Empire verliehen. 1994 wurde er zum Kronanwalt berufen und 2007 zum Mitglied des Order of New Zealand ernannt. Die Universität Auckland und die Victoria-Universität Wellington verliehen ihm darüber hinaus die Ehrendoktorwürde (2001 bzw. 2004). Zudem gehört er seit 2003 dem Institut de Droit international an. Die Amerikanische Gesellschaft für internationales Recht ernannte ihn 2015 zu ihrem Ehrenmitglied.

## Veröffentlichungen (Auswahl)
- New Zealand Treaty Practice: The Executive and the Legislature. In: New Zealand Universities Law Review. Bd. 1, 1964, ISSN 0549-0618, S. 272.
- Application of International Human Rights Law in New Zealand. In: Texas International Law Journal. Bd. 32, 1997, ISSN 0163-7479, S. 401.
- The Nuclear Tests cases after ten years. In: Victoria University of Wellington Law Review. Bd. 14, 1983, ISSN 1171-042X, S. 345.
- The Role of Law in the United Nations. In: Victoria University of Wellington Law Review. Bd. 4, 1967, ISSN 1171-042X, S. 116.
- Sovereignty at the Beginning of the 21st Century: Fundamental or Outmoded?. In: Cambridge Law Journal. Bd. 63, 2004, ISSN 0008-1973, S. 581.
- Succession to bilateral treaties by seceding States. In: American Journal of International Law. Bd. 61, 1967, ISSN 0002-9300, S. 521.
- International Implications of Race Relations in New Zealand, Wellington 1972.